# Lilla Sällskapet (musikgrupp)

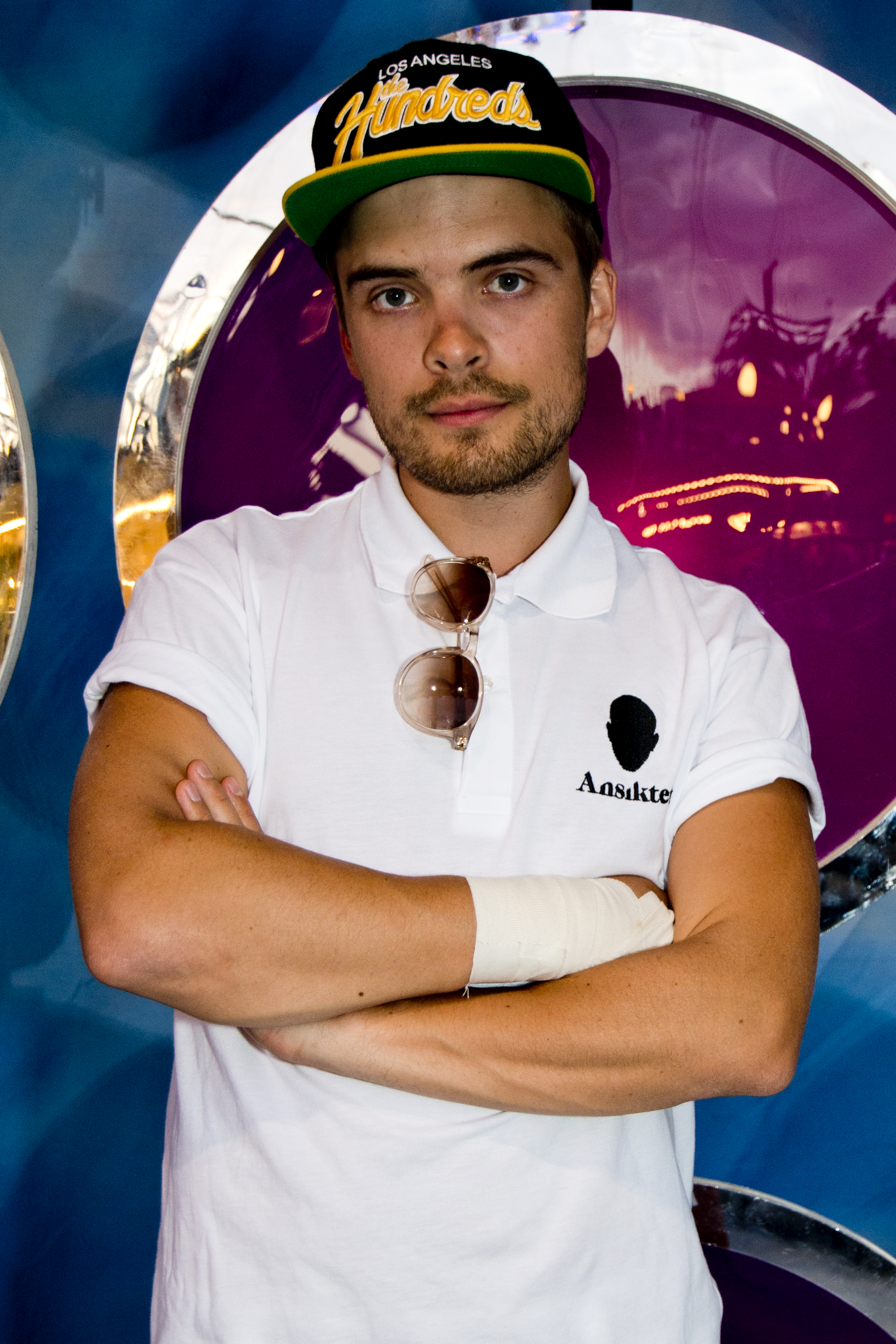
Erik Nordström

Lilla Sällskapet är en svensk musikgrupp från Uppsala. Duon består av sångaren och textförfattaren Erik Nordström och producenten Mats Norman. Debutalbumet Om Vingarna Bär gavs ut 16 maj 2012. 16 maj samma år kom debutskivan. 23 maj 2014 gavs singeln Nattdjur ut. En singel, Plan B ft Erik "Eboi" Lundin kom 27 februari 2015.

## Medlemmar
- Erik Nordström
- Mats Norman

## Diskografi

### Singlar
- Genova (2010)
- Morgonen efter (2011)
- Om vingarna bär (2012)
- Jag vill ut (2012)
- Nattdjur (2014)
- Plan B (2015)
- Punkideal (2015)
- Början på för alltid (2020)

### Album
- Om vingarna bär (2012)
- Nattdjur(2015)

## Videografi
| Låt             | Regi                               | År   |
| --------------- | ---------------------------------- | ---- |
| Genova          | Magnus Härdner                     | 2011 |
| Morgonen efter  | Magnus Härdner                     | 2011 |
| Om vingarna bär | Mårten Lindsjö                     | 2012 |
| Jag vill ut     | Magnus Härdner                     | 2012 |
| Din gård        | Ludvig Grim Nyberg & Jens Lundgren | 2012 |